# 4454 Kumiko
A 4454 Kumiko (ideiglenes jelöléssel 1988 VW) a Naprendszer kisbolygóövében található aszteroida. Ueda Szeidzsi és Kaneda Hirosi fedezte fel 1988. november 2-án.